# Сквер імені Шевченка (Тернопіль)
Сквер імені Шевченка — парк-пам'ятка садово-паркового мистецтва місцевого значення у місті Тернополі.

## Розташування
Розташований на бульварі Тараса Шевченка. З'єднує Театральний майдан із вулицею Руською.

## Історія
Сквер закладений 1957 в регулярному стилі на місці зруйнованих будинків. 
Рішенням виконкому Тернопільської обласної ради № 131 від 14 березня 1977 надано статус об'єкта природно-заповідного фонду з назвою «Сквер К. Маркса». Перейменований на «Сквер ім. Шевченка» рішенням № 2009 п'ятого скликання 52 сесії Тернопільської обласної ради від 15 жовтня 2015 року.
Перебуває у віданні Тернопільської міської ради.
У жовтні 2016 року у сквері висадили нові екзотичні дерева — червонолистий клен та катальпу.

## Характеристика
Площа — 1 га.
Розміщення на газонах декоративної групи надають скверові ландшафтного стилю. Зростає 15 видів дерев, серед яких 2 екзотичні дерева тису ягідного віком понад 50 років, також гіркокаштан кінський, липа звичайна, ялина звичайна та срібляста колючої форми; висаджені екзоти — ясен плакучий, бундук канадський, туя західна, яблуня-райка, бархат амурський, форзиція, сніжноягідник та інші; на газонах зростають бузок угорський, жасмин звичайний, спірея Вангутта.

## Пам'ятники
- Монумент Незалежності
- Пам'ятник Соломії Крушельницькій
- скульптурна композиція Випадкова зустріч
- Тернопільський годинник
- бронзовий макет зруйнованого парафіяльного костелу Матері Божої Неустанної Помочі[3]

## Світлини

Тристоронній годинник
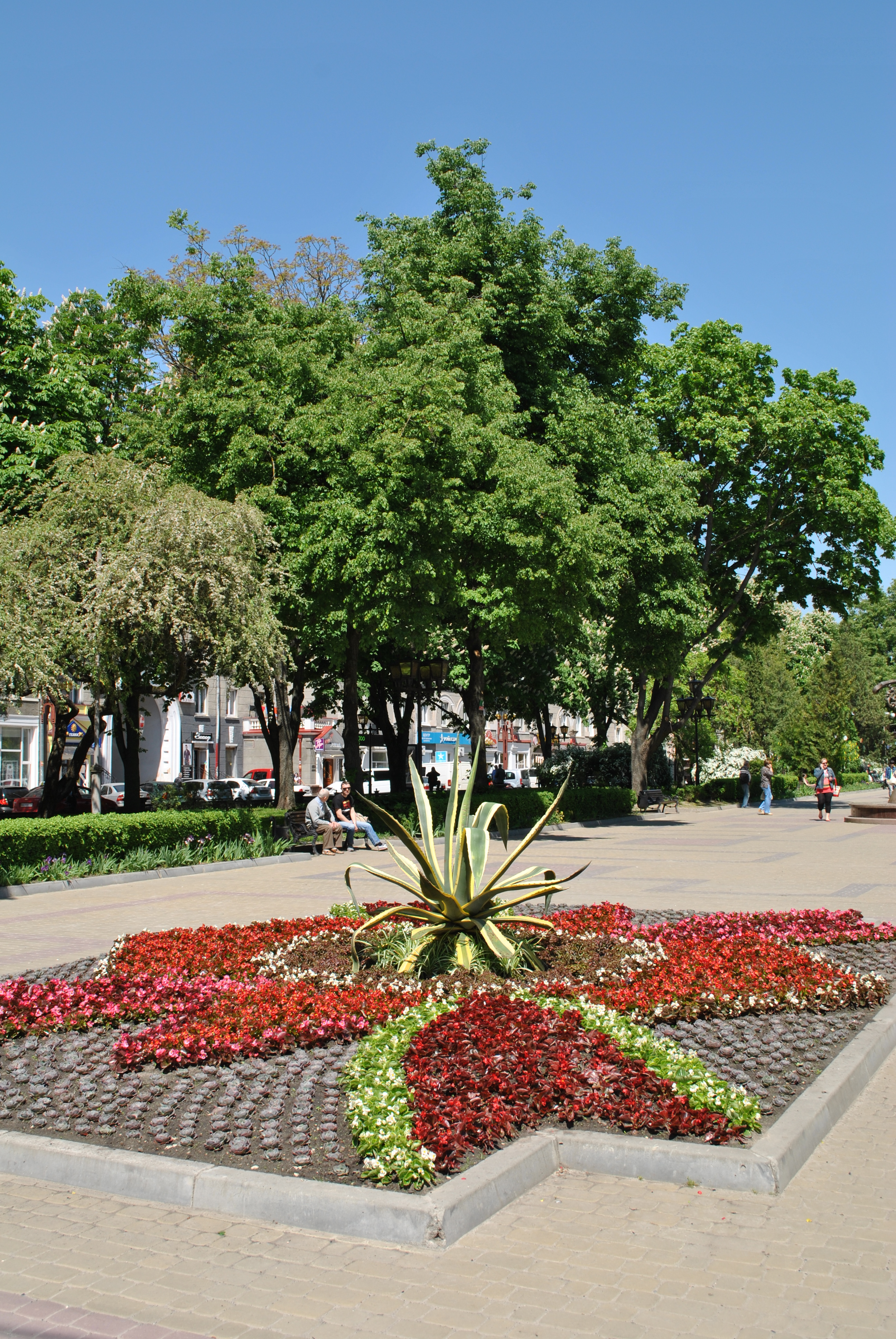
Квітник
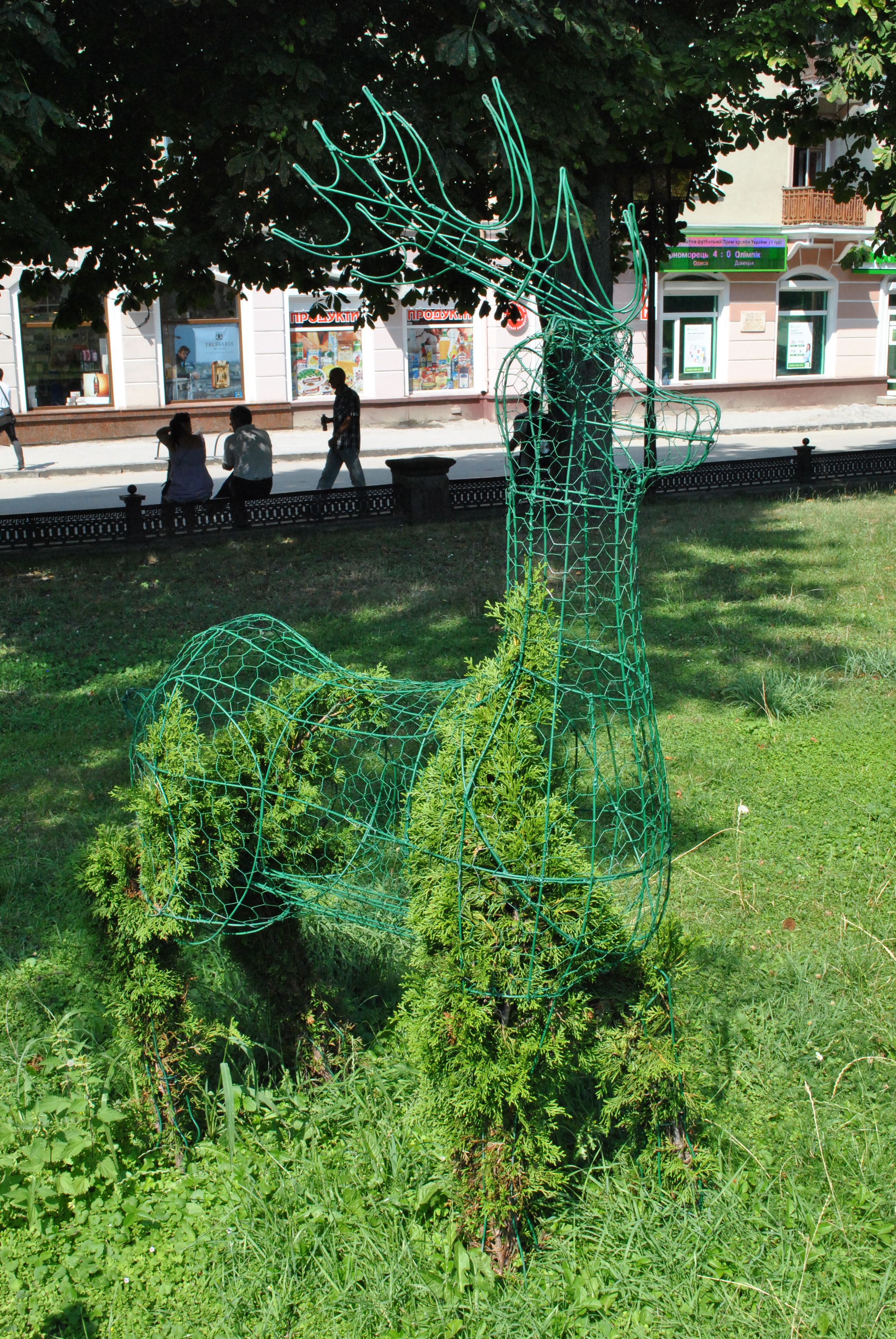
Зелені фігури-олені
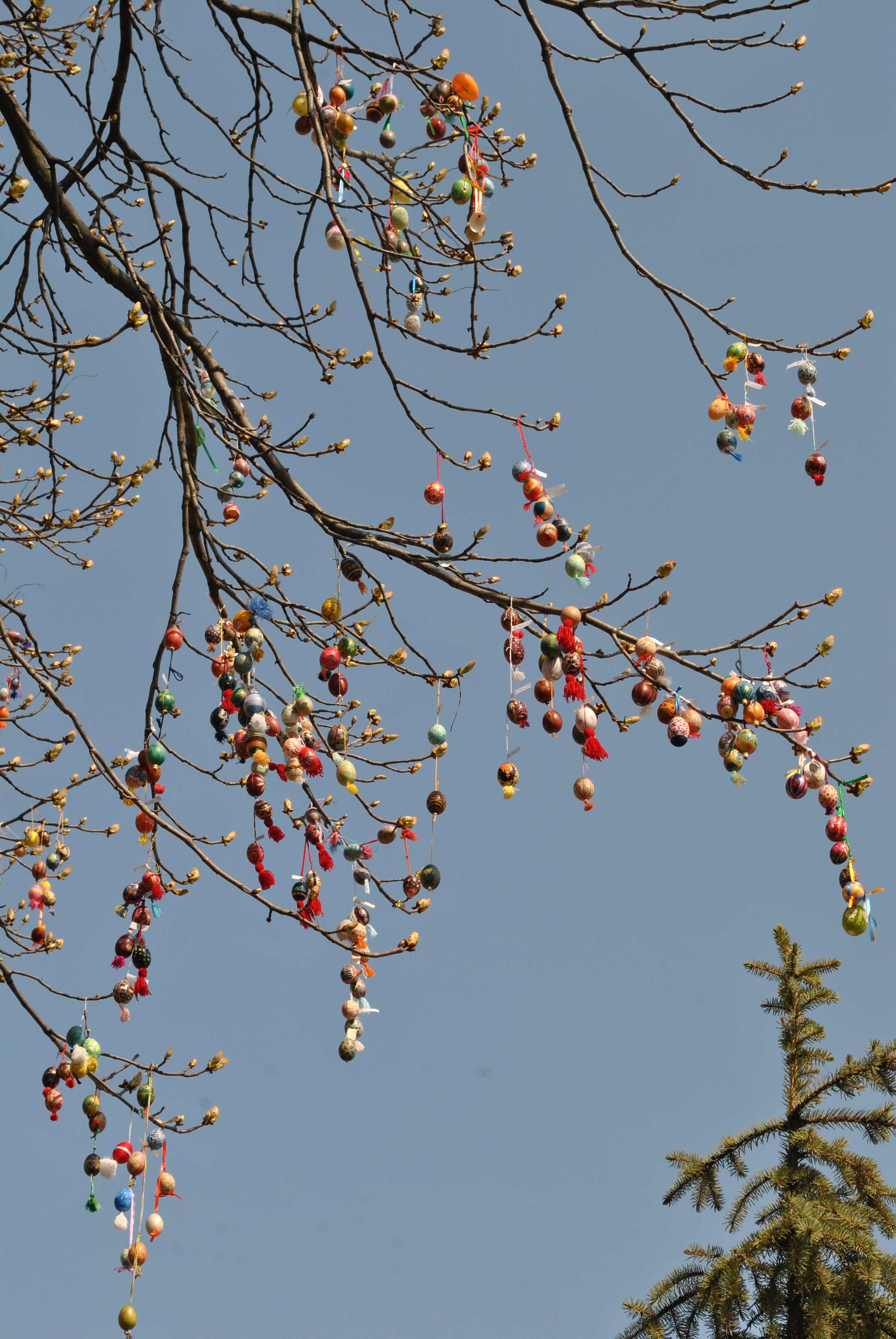
Писанкове дерево
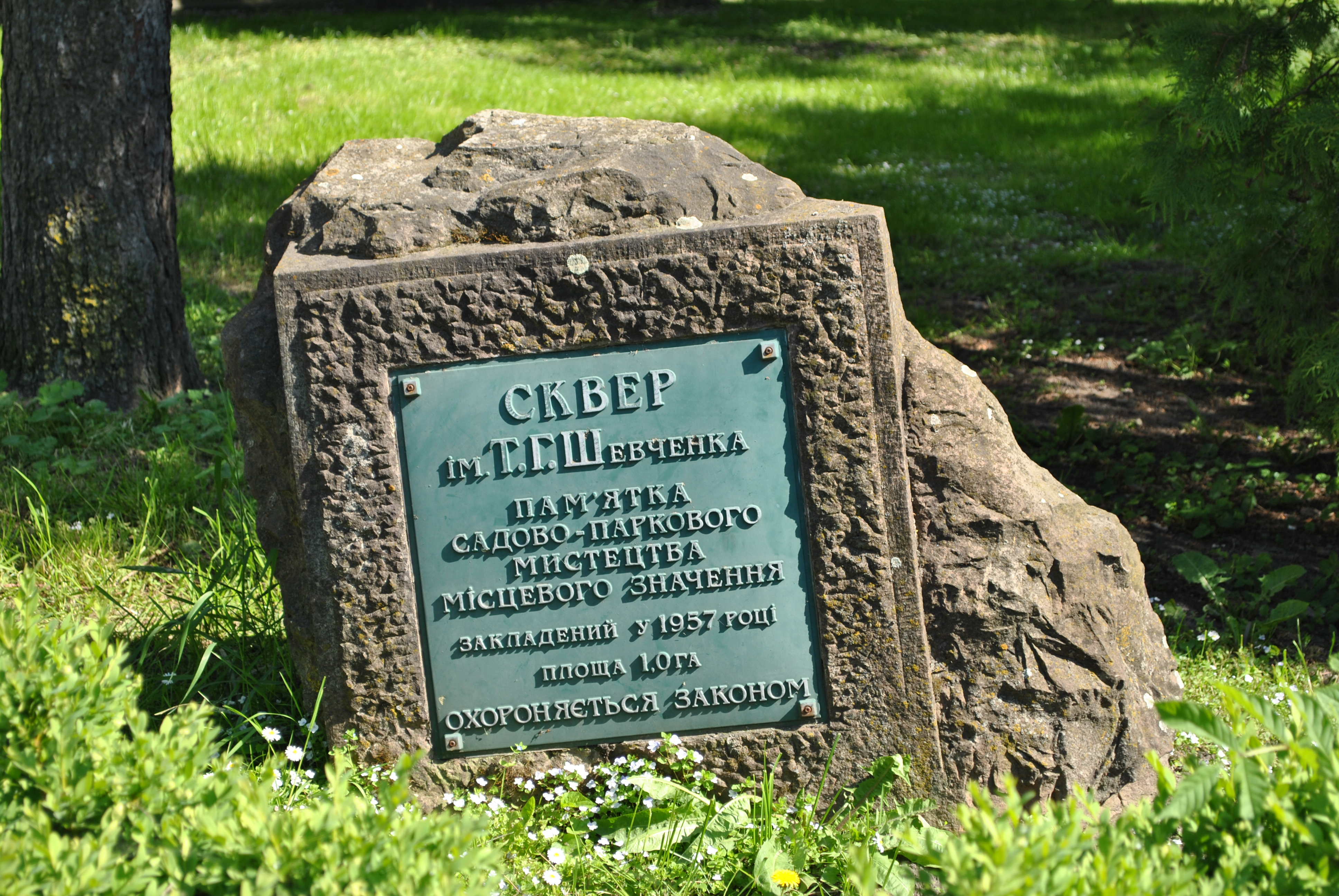
Камінь з охоронною таблицею
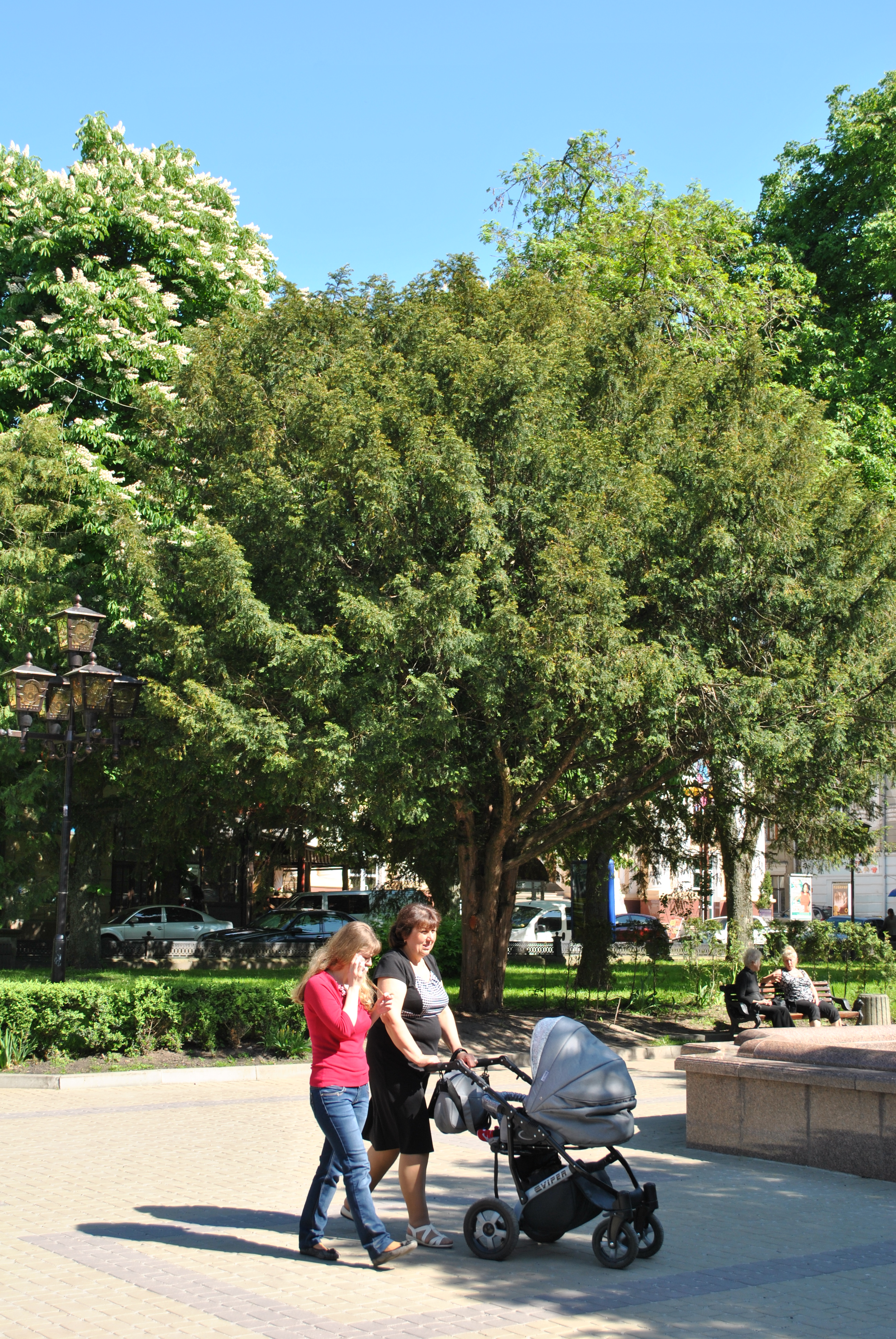
Тис ягідний
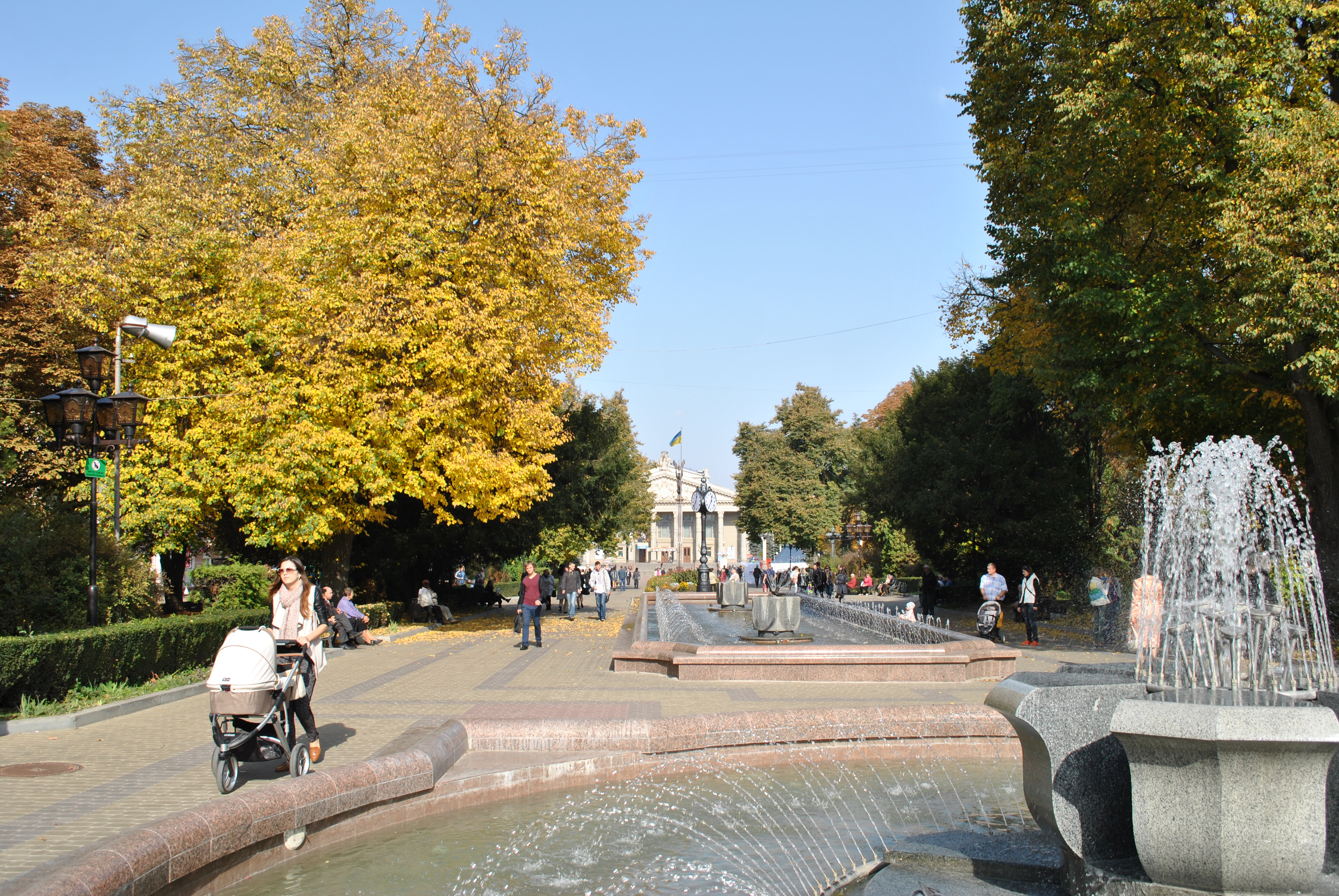
Осінь у сквері
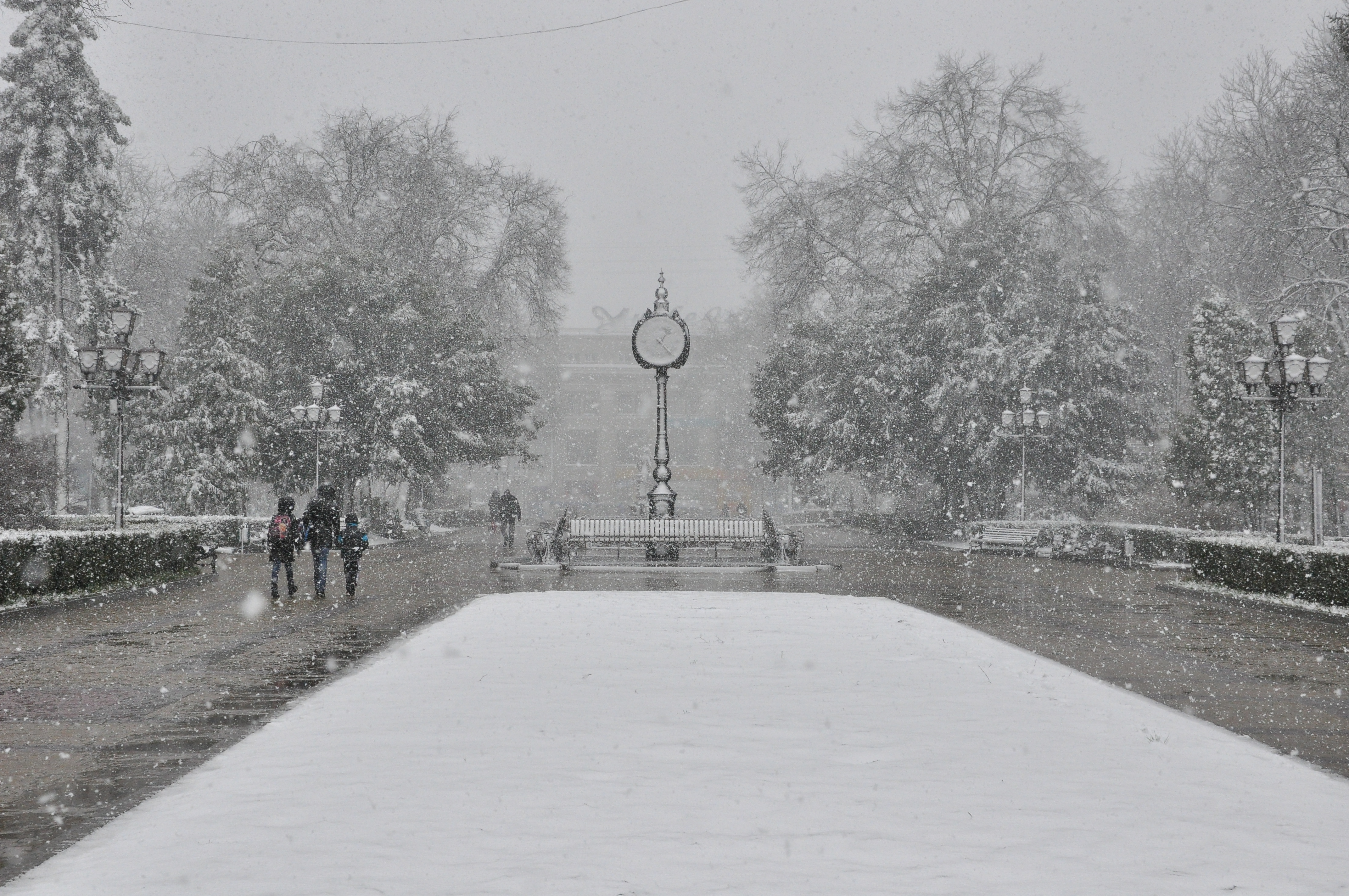
Зимовий пезаж
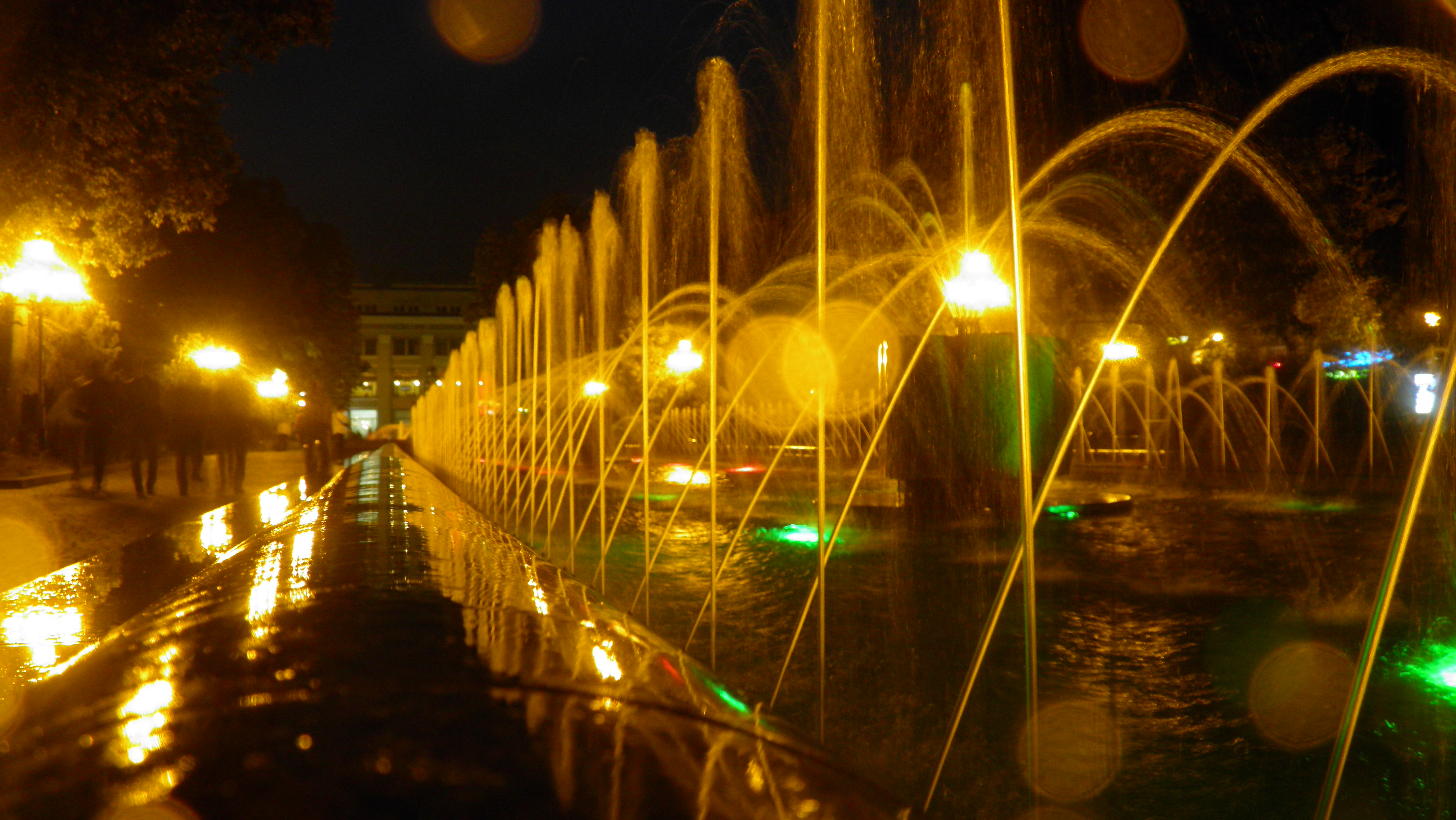
Нічний пейзаж. Водограї «Квітка терену»
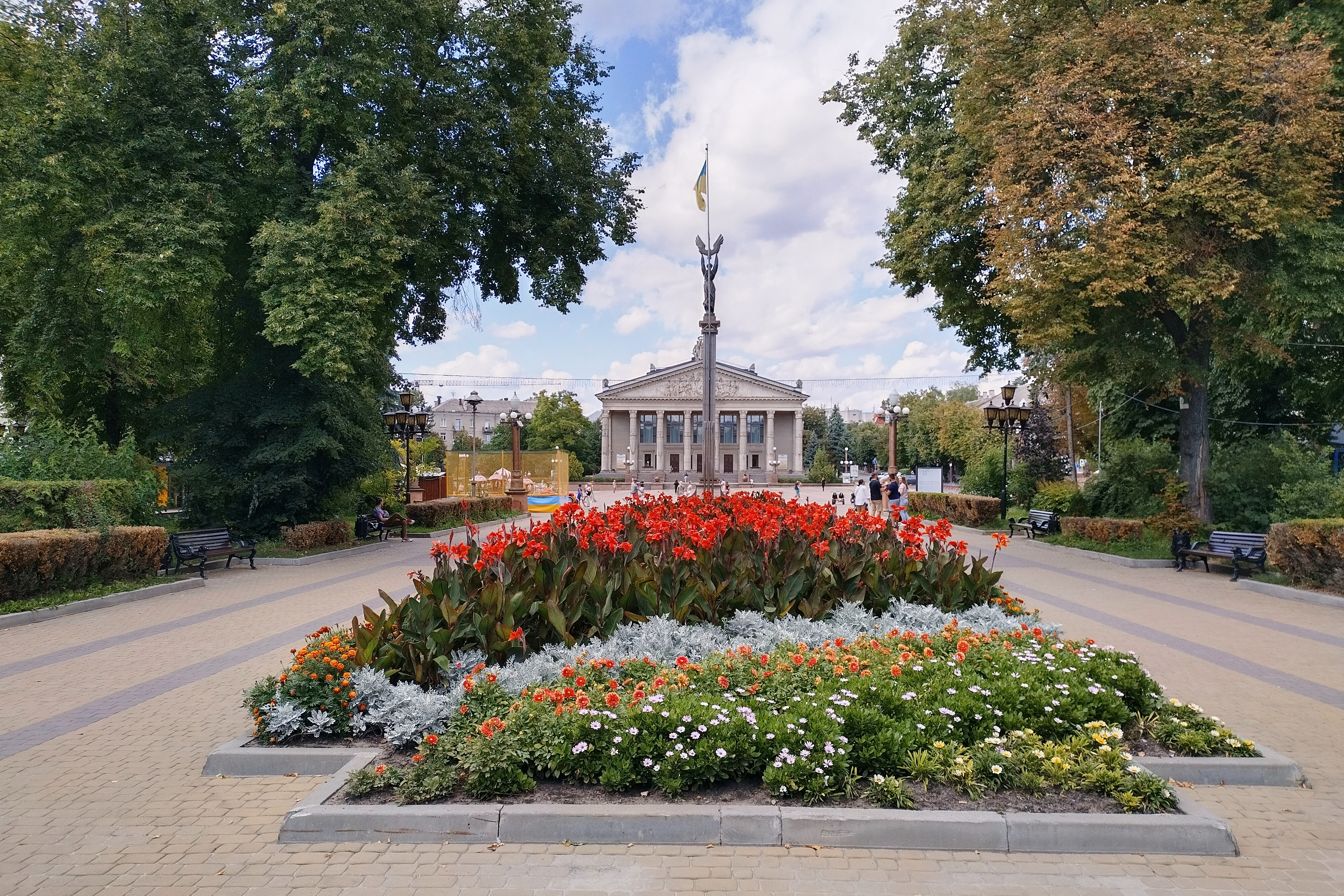
Квітник з видом на Монумент Незалежності та театр імені Шевченка